# Gianluigi Braschi
Gianluigi Braschi (* 2. Juli 1963 in Cesena, Italien; † 23. Oktober 2008 in Mailand) war ein italienischer Produzent.

## Leben
Braschi arbeitete mehrmals mit dem Regisseur Roberto Benigni zusammen, dessen Frau Nicoletta Braschi seine Schwester war. Ihre erste Kooperation erfolgte 1991 mit dem Film Zahnstocher-Johnny, bei dem Braschi als Produktionssekretär agierte. Braschis größter Erfolg war der Film Das Leben ist schön, für den er zusammen mit Elda Ferri 1998 einen European Film Award gewann, für die Oscarverleihung 1999 eine Nominierung erhielt und bis heute einer der erfolgreichsten fremdsprachigen Filme in den USA mit einem weltweiten Einspielergebnis von 229 Millionen US-Dollar ist.

## Filmografie (Auswahl)
- 1994: Das Monster (Il mostro)  (Associate Producer)
- 1996: Tuttobenigni 95/96 (Ausführender Produzent)
- 1997: Das Leben ist schön (La vita è bella)
- 2002: Roberto Benignis Pinocchio (Pinocchio)
- 2005: Der Tiger und der Schnee (La tigre e la neve) (Associate Producer)

## Auszeichnungen
- 1998: European Film Awards: Auszeichnung in der Kategorie Bester Film für Das Leben ist schön
- 1998: David di Donatello Awards: Auszeichnung in der Kategorie Bester Produzent für Das Leben ist schön
- 1999: PGA Awards: Nominierung in der Kategorie Bester Produzent eines Spielfilms des Jahres für Das Leben ist schön
- 1999: British Academy Film Awards 1999: Nominierung in der Kategorie Bester fremdsprachiger Film für Das Leben ist schön
- 1999: Oscar: Nominierung in der Kategorie Bester Film für Das Leben ist schön
- 2003: Goldene Himbeere: Nominierung in der Kategorie Schlechtester Film für Pinocchio